# Mayday
Mayday (вимовляється «мейдей», дослівно — англ. «травневий день») — міжнародний сигнал лиха у радіотелефонному (голосовому) зв'язку, аналогічний сигналу SOS в радіотелеграфному зв'язку (з використанням азбуки Морзе). Він використовується у ситуаціях, які становлять безпосередню загрозу для життя людей, наприклад, при катастрофі повітряних чи морських суден. Сигнал передаєтеся три рази підряд: «Mayday, Mayday, Mayday» для виключення можливості переплутати його з якою-небудь схожою за звучанням фразою, а також для того, щоб легше було відрізнити сам сигнал біди від повідомлення про сигнал біди.
Для подачі сигналу «Mayday» необхідна наявність ситуації, у якій судно, літак, інші види транспорту, їх пасажири та екіпаж перебуває у гострій та невідворотній небезпеці, що потребує негайного втручання та допомоги, наприклад при пожежі, вибуху, затопленні, піратському нападі. Сигнал «Mayday» може бути поданий на будь-якій частоті, а після його подачі забороняється передавання інших сигналів у відповідному радіопросторі крім тих, що пов'язані із відгуком на нього та наданням допомоги.

### Виникнення
У 1923 році Фредерик Стенлі — головний зв'язковик аеропорту в Лондоні, відчув необхідність визначення сигналу, який міг би подаватись голосом за допомогою радіозв'язку в разі неминучої небезпеки та загрози, на кшталт радіотелеграфного сигналу SOS. Оскільки в той час більшість авіаперевезень здійснювалась між Лондоном та аеропортом Ле-Бурже у Парижі, то таким сигналом було обрано «Mayday» — від французького «venez m'aider» («прийдіть мені на допомогу»). У 1927 році в Міжнародній радіотелеграфній конвенції, укладеній у Вашингтоні, було закріплено використання голосового сигналу лиха «Mayday».

### Подача сигналу

Подача сигналу «Mayday» у грі Tomb Raider (2013)

Сигнал «Mayday» у мультсеріалі Сімпсони (сезон 4, серія 9)

Сигнал «Mayday» подається по радіо, наприклад корабельному, або УКХ-радіо літака. Хоча сигнал «Mayday» може бути розпізнаний та прийнятий у будь-якому діапазоні та частоті, але в першу чергу рятувальні та відстежуючі організації відстежують наступні канали:
- морські середні частоти — на 2182 кГц;
- морські ультракороткі частоти — канал 16, або 156.8 мГц;
- авіачастоти — 121.5 мГц та 243.0 мГц.

### Приклад подачі сигналу «Mayday» для морських суден
Мейдей, мейдей, мейдей. Це [ім'я] з судна [назва судна, тричі]. Позивний — [позивний]. У разі наявності опції у радіопередавача — надіслати свій MMSI-ідентифікатор.
Припинити передачу, переконатись, що канал чистий (інакше — повторити), продовжити передачу:
— Мейдей, мейдей, мейдей. Судно [назва судна, тричі] знаходиться [координати, швидкість, курс]. У нас [тип судна] сталася [надзвичайна ситуація] і ми потребуємо негайної допомоги.
— На судні [кількість людей], у них [ушкодження, стан, інша інформація]. Наше судно [інформація: колір, розмір, кількість рятувальних човнів і т. д.].
— Це [назва судна], позивний — [позивний]. Прийом.

### Неправдиві сигнали
Передача неправдивого, або недоречного сигналу лиха «Mayday» у багатьох країнах вважається злочином та тягне за собою відповідальність. Це пов'язано з необхідністю обов'язкового реагування на сигнал із невідкладним проведенням коштовних рятувальних операцій. Так, наприклад, за законодавством США можливими покараннями за неправдиву подачу сигналу лиха є: позбавлення волі на строк до 6 років, штраф на суму до 250 000 доларів США та повне відшкодування витрат на проведення рятувальних операцій. Для аварійних ситуацій, у яких наявна небезпека, але відсутня пряма, неминуча і невідкладна загроза життю людей, або транспортному засобу, слід використовувати сигнал Pan-pan.